# 尼古拉·托尔马乔夫
尼古拉·古列维奇·托尔马乔夫（俄语：Николай Гурьевич Толмачёв；1895年11月12日—1919年5月26日）俄罗斯布尔什维克，曾参与二月革命、十月革命和俄国内战，早期苏联红军政治委员，曾参与处决沙皇尼古拉二世一家。1919年在卢加被白军包围时自杀。死后埋葬于战神广场。列宁格勒托尔马乔夫军政学院以他的名字命名。